# Pau Gasol
Pau Gasol Sáez (* 6. Juli 1980 in Barcelona) ist ein ehemaliger spanischer Basketballspieler. Gasol gilt als bester spanischer und einer der besten europäischen Spieler der Basketballgeschichte. Sein Bruder Marc Gasol spielte ebenfalls viele Jahre bei wechselnden Mannschaften in der NBA.
2023 wurde er als Spieler in die Naismith Memorial Basketball Hall of Fame aufgenommen und 2025 in die FIBA Hall of Fame.

## Laufbahn

### Frühe Jahre und Zeit in Spanien
Pau Gasol wurde in Barcelona geboren und zog im Alter von sechs Jahren mit seinen Eltern und seinem einjährigen Bruder Marc nach Sant Boi de Llobregat im Osten Kataloniens. Seine Basketballlaufbahn begann er in der Mannschaft seiner Schule, dem Col.legi Llor in Sant Boi. Sein erster Verein war CB Cornellà, in der Jugend kam er noch als Point Guard zum Einsatz.
Zur Saison 1997/98 wechselte Gasol in den Nachwuchs vom FC Barcelona, wo er am 17. Januar 1999 sein Ligadebüt in der ersten Mannschaft feierte. Bereits in der Folgesaison war er fester Bestandteil des Profikaders und sein sportlicher Durchbruch folgte 2000/01. Gasol, der den verletzten Starspieler Rony Seikaly ersetzen musste, etablierte sich trotz seines jugendlichen Alters und Unerfahrenheit als der beste Power Forward der Liga und führte seine Mannschaft zum Double aus Meisterschaft und Copa del Rey. Er selbst wurde sowohl im Pokal als auch in den Play-offs um die Meisterschaft zum MVP gewählt. Seine herausragenden Leistungen blieben nicht unbemerkt.
Gasol wurde im NBA-Draft 2001 an der dritten Stelle von den Atlanta Hawks ausgewählt und kurz darauf im Austausch für Shareef Abdur-Rahim an die Memphis Grizzlies abgegeben. Der Spanier war zu diesem Zeitpunkt der außerhalb der Vereinigten Staaten ausgebildete Spieler, welcher im NBA-Draftverfahren an höchster Stelle ausgewählt wurde.

### Memphis Grizzlies (2001–2008)
Bereits in seiner ersten Saison bei den Memphis Grizzlies übernahm Gasol die Rolle des Führungsspielers, bestritt alle 82 Saisonspiele und wurde nach Mittelwerten von 17,9 Punkten und 8,9 Rebounds pro Begegnung auch als erster Nicht-US-Amerikaner in der NBA-Geschichte zum Rookie of the Year gekürt. Darüber hinaus nahm er als einer der besten Debütanten an der NBA Rookie Challenge teil und wurde ins All-Rookie First Team 2001/02 gewählt.
Gasol, der sich schnell als Führungsspieler und Gesicht der Grizzlies etablierte, führte seine Mannschaft in der Saison 2003/04 erstmals in der Geschichte der jungen Mannschaft bis in die Play-offs, wo man jedoch den San Antonio Spurs in der ersten Runde mit 0:4 unterlag. Mit demselben Ergebnis schied Memphis auch in den zwei darauffolgenden Spielzeiten in den Play-offs aus. Gasol selbst stach insbesondere 2005/06 hervor, als er erstmals am NBA All-Star Game teilnahm und die Hauptrunde mit 20,4 Punkten, 8,9 Rebounds, 4,6 Assists und 1,9 Blocks pro Spiel beendete.
Im Folgejahr verpasste Gasol den Saisonbeginn aufgrund einer Fußverletzung, die er sich bei der WM 2006 zugezogen hatte, steigerte jedoch seine individuellen Statistiken in den restlichen 59 Saisonspielen erneut. Mit Memphis beendete er die Spielzeit mit nur 22 Siegen und erreichte keinen Play-off-Platz.
Am 1. Februar 2008 wurde Gasol im Tausch gegen Kwame Brown, Javaris Crittenton und Aaron McKie zu den Los Angeles Lakers transferiert. Bei diesem Tausch erhielten die Grizzlies von den Lakers auch die Transferrechte für seinen Bruder Marc Gasol und die Erstrundenauswahlrechte im Draft der Jahre 2008 und 2010.
Gasol stellte während seiner sechseinhalb Jahre bei den Grizzlies zahlreiche Bestmarken auf. Er war bei seinem Abgang der Grizzlies-Spieler mit den meisten bestrittenen Spielen sowie Minuten und führte die Statistikkategorien der verwerteten Körbe, Punkte, Rebounds (offensiv und defensiv) und Blocks an.

### Los Angeles Lakers (2008–2014)

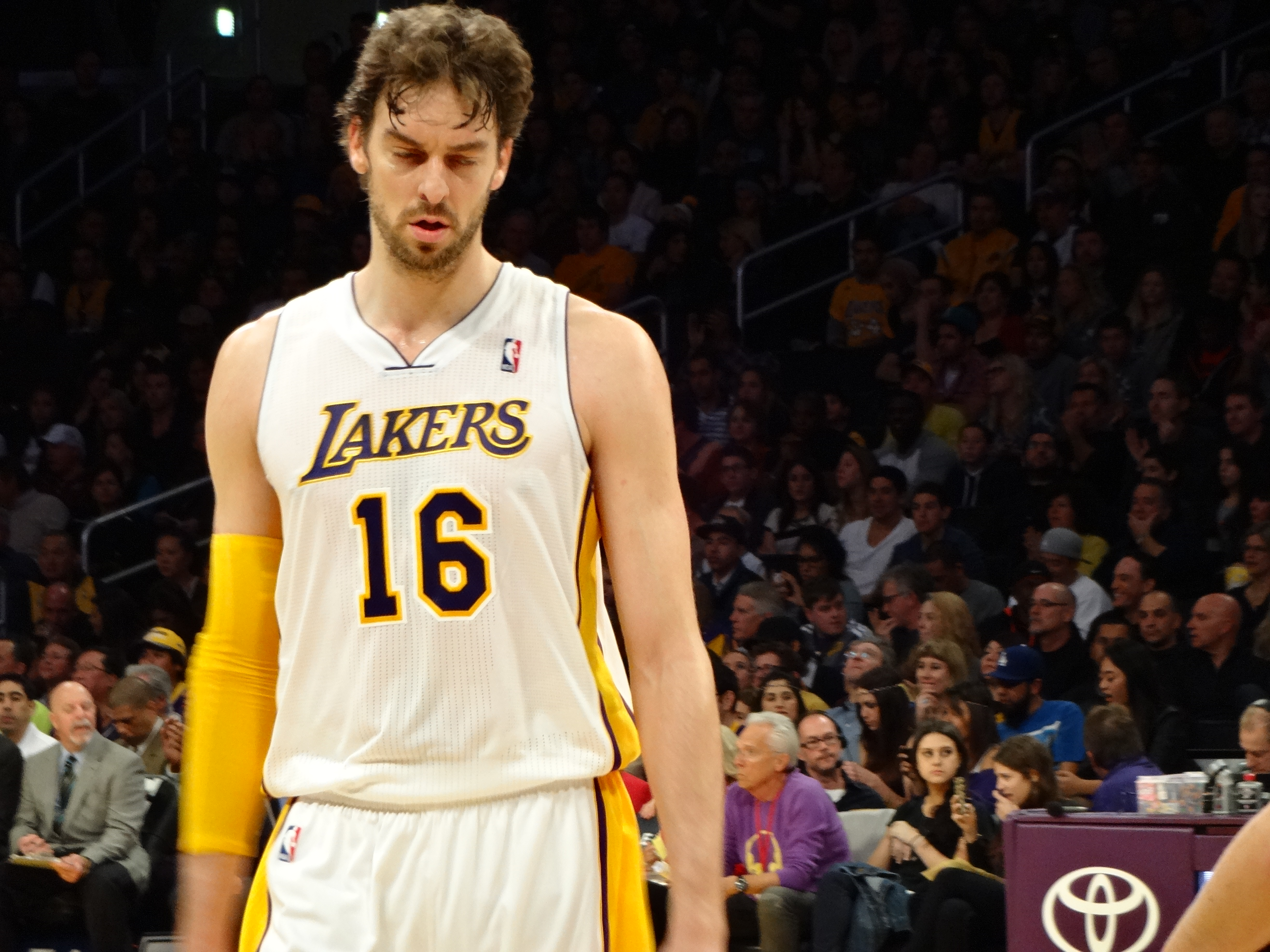
Gasol bei den Lakers (2013)

Die Lakers, die bis dahin wenig überzeugten, erreichten nach Gasols Verpflichtung in der NBA-Saison 2007/08 den ersten Platz in der Western Conference und kämpften sich in den Play-offs bis in die Finalserie vor, in der man aber mit 2:4 an den Boston Celtics scheiterte. Auch dank dem spanischen Forward wurden die Lakers in der Folge zu einer der besten Mannschaft der Liga.
In der NBA-Saison 2008/09 spielte Gasol erneut eine starke Saison. Von 82 Spielen stand er 81 Mal auf dem Feld und wurde erneut ins All-Star Team der Western Conference gewählt. In dieser Spielzeit erkämpften sich die Lakers erneut den ersten Platz im Westen und insgesamt den zweiten Platz in der NBA. Am Ende der Saison wurde er ins All-NBA Third Team gewählt. Die Lakers erreichten in den Play-offs die Finalserie, die man aber dieses Mal gegen die Orlando Magic mit 4:1 deutlich gewann.
Ein Jahr darauf, in der NBA-Saison 2009/10, wurde Gasol zum zweiten Mal in Folge ins All Star Team der Western Conference gewählt. Genau so wie er wieder ins All-NBA Third Team berufen wurde. In den Playoffs 2010 kämpfte er sich mit den Lakers zum dritten Mal in Folge ins NBA-Finale vor. In der Endspielserie traf seine Mannschaft wie schon zwei Jahre zuvor auf die Boston Celtics. Diesmal konnten sich Gasol und die Lakers ganz knapp mit 4:3 durchsetzen.
Am 18. November 2012 gelang es Gasol als 124. Spieler der NBA insgesamt, als zehnter ausländischer Spieler und dritter europäischer Spieler die 15.000 Punkte-Marke zu durchbrechen. Beim Spiel der Lakers gegen die Brooklyn Nets am 27. November 2013 warf er 21 Punkte und überholte Detlef Schrempf (15.761 Punkte) in der Liste der besten Korbjäger der NBA. Bei der 115:137-Niederlage der Kalifornier gegen die Denver Nuggets erzielte Gasol 25 Punkte und überschritt als zweiter Europäer und 98. Spieler der NBA-Geschichte die 16.000 Punkte-Marke.

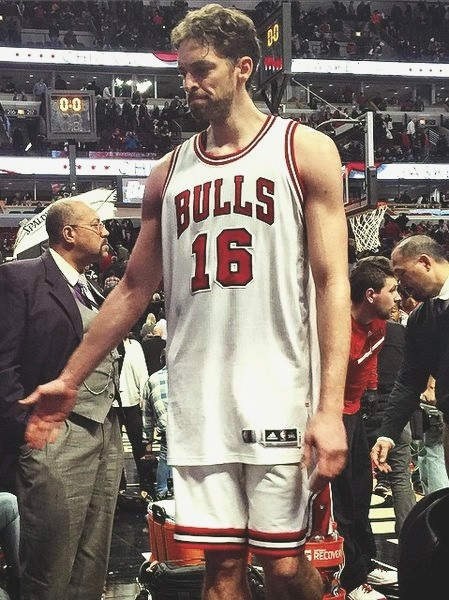
Pau Gasol (2015)

### Chicago Bulls (2014–2016)
Nach der NBA-Saison 2013/14 war Gasol als vereinsloser Spieler mit mehreren Mannschaften in Verbindung gebracht worden, entschied sich letztlich jedoch für einen Wechsel zu den Chicago Bulls. Im Spiel der Bulls gegen die Toronto Raptors am 22. Dezember 2014 (129:120) erzielte Gasol als 85. Spieler seinen 17.000. Punkt in der NBA-Hauptrunde.
Gasol wurde 2015 zum NBA All-Star Game eingeladen. Dort traf er auf seinen Bruder Marc, der für die Westauswahl auflief. Sie waren damit das erste Bruderpaar der NBA-Geschichte, das sich in einem All-Star-Spiel gegenüberstand. Er führte am Ende der Saison die NBA mit 54 Double-Doubles an und wurde in das All-NBA Second Team berufen. Mit den Bulls schied er in der zweiten Playoffrunde aus.
In der NBA-Saison 2015/16 wurde er abermals in das All-Star Spiel eingeladen, wo er seinen verletzten Mannschaftskollegen Jimmy Butler vertrat.

### San Antonio Spurs (2016–2019)
Im Juli 2016 wurde der Wechsel Gasols zu den San Antonio Spurs bekannt. Bei den Texanern unterschrieb er einen Zweijahresvertrag, der ihm rund 27 Millionen Euro bringen sollte. Im letzten Spiel der Saison 2016/17 gegen die Utah Jazz am 11. April 2017 warf Gasol als 47. Spieler der NBA-Geschichte seinen 20.000 Hauptrundenpunkt. Damit wurde er einer von nur vier Spielern der NBA, die zugleich mindestens 20.000 Punkte, 10.000 Rebounds, 3.500 Assists und 1.500 Blocks erreicht hatten (die drei anderen waren Kareem Abdul Jabbar, Kevin Garnett und Tim Duncan).

### Milwaukee Bucks (2019)
Am 3. März 2019 wechselte der 38-jährige Gasol zu den Milwaukee Bucks, nachdem er sich zwei Tage zuvor mit den Spurs auf eine Trennung geeinigt hatte. Er hatte in der Saison 2018/19 bis dahin nur 27 Partien (mit durchschnittlich 12,2 Minuten Einsatzzeit und 4,2 Punkten) für die Texaner bestritten. Der Grund dafür war ein Ermüdungsbruch im linken Fuß. Für Milwaukee kam er auf drei Spiele, ehe er die Spielzeit vorzeitig aufgrund von Fuß- und Knöchelbeschwerden beendete.

### Portland Trail Blazers (2019)
Nachdem im Sommer 2019 Medienberichten zufolge auch eine Rückkehr Gasols zum FC Barcelona im Gespräch war, unterschrieb der Spanier Ende Juli einen Vertrag bei den Portland Trail Blazers. Am 20. November 2019 wurde der Spanier aus Portlands Aufgebot gestrichen. Aufgrund der Nachwirkungen einer Fußoperation hatte Gasol bis dahin keinen Einsatz für die Mannschaft bestritten.

### FC Barcelona (2021)
Am 23. Februar 2021 wurde bekanntgegeben, dass Gasol nach 20 Jahren zum FC Barcelona zurückkehrt. Er erreichte mit der Mannschaft das Endspiel der Euroleague, das man Ende Mai 2021 gegen Anadolu Efes SK verlor. Gasol beendete Anfang Oktober 2021 seine Karriere.

### Nationalmannschaft

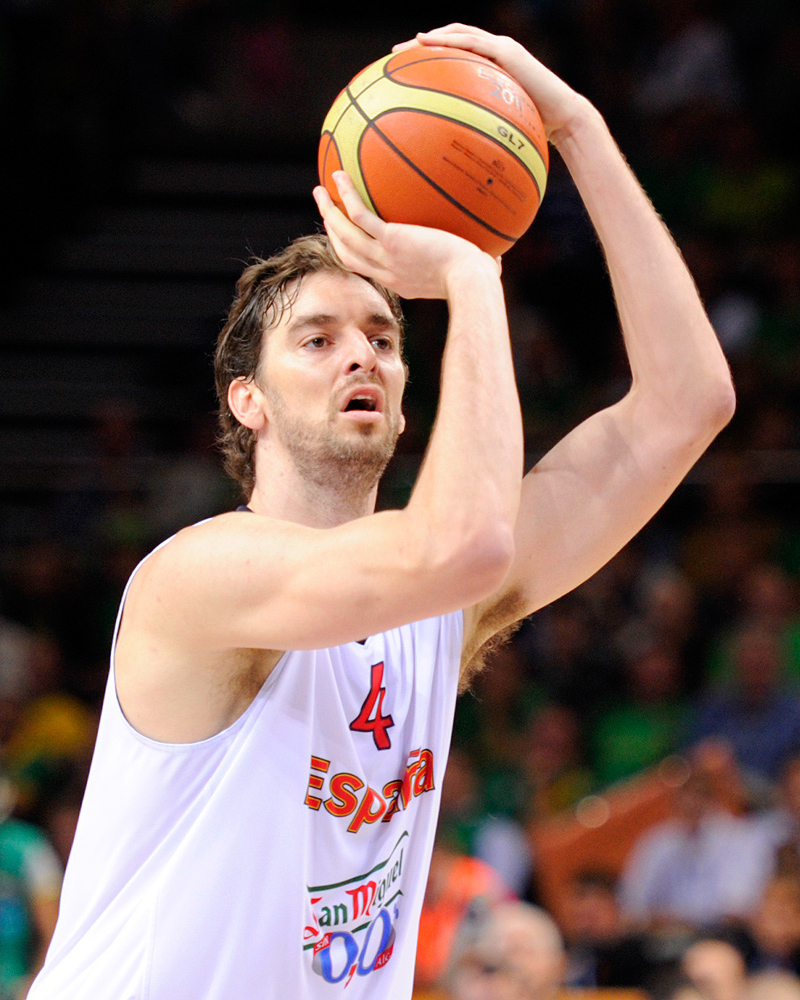
Gasol im Trikot der spanischen Nationalmannschaft

Gasol spielte schon als Jugendlicher erfolgreich für sein Land. Als Teil der spanischen Goldenen Generation feierte er Turniersiege beim Albert-Schweitzer-Turnier in Mannheim und bei der U18-Europameisterschaft 1998 sowie der U19-Weltmeisterschaft 1999. Die U20-EM 2000 beendete er mit seiner Mannschaft auf dem dritten Rang. Am 15. August 2001 debütierte er in einem Freundschaftsspiel gegen Griechenland in der spanischen A-Nationalmannschaft. Noch im selben Jahr holte er Bronze bei der Europameisterschaft in der Türkei, beendete das Turnier als bester Korbschütze und Rebounder der spanischen Mannschaft und wurde darüber hinaus ins All-Tournament Team gewählt.
Nach einer Silbermedaille bei der EM 2003 folgte bei der Basketball-Weltmeisterschaft 2006 in Japan sein bis dahin größter Erfolg. Gasol gewann mit Spanien erstmals die Goldmedaille und wurde, obwohl er aufgrund einer Teilfraktur des Mittelfußknochens nicht am Finale gegen Griechenland teilnehmen konnte, zum MVP des Turniers gekürt.
Einen weiteren Erfolg feierte Pau Gasol bei den Olympischen Spielen 2008 in Peking, wo er und die spanische Auswahl erst im Endspiel an den USA – mit NBA-Stars wie Kobe Bryant, LeBron James, Carmelo Anthony, Dwyane Wade, Dwight Howard oder Jason Kidd in ihren Reihen – nach hartem Kampf mit 107:118 scheiterten.
Nach einer enttäuschenden Heim-EM 2007, bei der Gasol wenige Sekunden vor Schluss einen entscheidenden Wurf im Finale gegen Russland vergab, folgten sowohl bei den Europameisterschaften 2009, bei der er zudem als MVP geehrt wurde, als auch 2011 zwei weitere Goldmedaillen mit Spanien. Bei der Eröffnungsfeier der Olympischen Sommerspiele 2012 in London fungierte Gasol als Flaggenträger der spanischen Delegation. Ursprünglich sollte diese Ehre Rafael Nadal zuteilwerden; dieser musste jedoch seine Teilnahme verletzungsbedingt absagen.
Bei der Heim-WM 2014 schied Gasol als Mitfavorit mit Spanien im Viertelfinale gegen Frankreich überraschend aus. Das von vielen herbeigesehnte Traumfinale zwischen Spanien und den USA platzte dadurch. Gasol selbst kam in sieben WM-Spielen auf einen Schnitt von sehr guten 20 Punkten, 5,9 Rebounds und 2,3 Blocks pro Spiel.
Am 3. August 2021, nachdem sie im Viertelfinale aus den Olympischen Spielen ausgeschieden waren, gaben Pau (insgesamt 216 Länderspiele) und sein Bruder Marc Gasol ihren Rücktritt aus der spanischen Nationalmannschaft bekannt. Pau Gasol erzielte bei Olympischen Spielen insgesamt 649 Punkte, womit er sich in der Bestenliste hinter Oscar Schmidt und Andrew Gaze auf den dritten Platz setzte.

## Spielweise
Pau Gasol verfügte über eine außerordentliche Schnelligkeit und Beweglichkeit für einen Spieler seiner Größe, was ihn insbesondere in der Offensive zu einem gefürchteten Gegner machte. Nahe am Korb verfügte er über eine Vielzahl an Wurfvarianten und besaß eine gute Beinarbeit. Darüber hinaus galt er als ein Forward mit einer herausragenden Spielübersicht und Passfähigkeit. Insbesondere aus der Mitteldistanz, jedoch auch jenseits der Dreipunktelinie, verfügte Gasol über einen sicheren Wurf, was es für seine Gegenspieler besonders schwer machte, ihn zu verteidigen.
Obwohl er regelmäßig zu den besten Reboundern und Shotblockern seiner Mannschaften zählte, wurde ihm von Kritikern oft nachgesagt, dass er in seiner Defensivarbeit zu „weich“ sei und Probleme habe, gegen körperlich starke Gegenspieler seine Position unter dem Korb zu verteidigen.

## Erfolge

### Verein
FC Barcelona 
- Spanischer Meister: 1998/99, 2000/01, 2020/21
- Spanischer Pokalsieger: 2001

Los Angeles Lakers
- NBA-Meister: 2009, 2010

### Nationalmannschaft
- Albert-Schweitzer-Turnier 1998: Gold
- U-18-Europameisterschaft 1998: Gold
- U-19-Weltmeisterschaft 1999: Gold
- U-20-Europameisterschaft 2000: Bronze
- Weltmeister: 2006
- Olympische Spiele: Silber 2008, Silber 2012, Bronze 2016
- Europameister: (2015, 2011, 2009; Silber: 2003, 2007; Bronze: 2001, 2017)

### Persönliche Ehrungen
- National und international
  - MVP der Finalserie um die spanische Meisterschaft: 2001
  - MVP des spanischen Pokals: 2001
  - Europas Basketballer des Jahres (Superbasket): 2004, 2009
  - Basketball-Europameisterschaft All-Tournament Team: All-Tournament Team: 2001, 2003, 2007, 2009, 2011, 2015
  - MVP der Basketball-Weltmeisterschaft 2006
  - FIBA Europe Player Of The Year Award: 2008, 2009
  - Europlayer Award der Gazzetta dello Sport: 2008, 2009, 2010
  - MVP der Basketball-Europameisterschaft 2009
  - MVP der Basketball-Europameisterschaft 2015
  - Prinzessin-von-Asturien-Preis 2015

- NBA
  - All-NBA Second Team: 2011, 2015
  - All-NBA Third Team: 2009, 2010
  - NBA All-Star: 2006, 2009, 2010, 2011, 2015, 2016
  - NBA Rookie of the Year Award: 2001/02
  - NBA All-Rookie First Team: 2001/02
  - NBA Rookie Challenge: 2002 (Rookie), 2003 (Sophomore)
  - NBA Community Assist Award: 2012
  - J. Walter Kennedy Citizenship Award: 2011/12

## Sonstiges
2009 war Pau Gasol in der achten Staffel der Fernsehserie CSI: Miami in der Folge Tödliche Treffpunkte (orig.: Point of Impact) in einer Gastrolle zu sehen.
Mit einem Jahresgehalt von 14,6 Millionen Euro (19 Mio. US-Dollar) im Jahr 2012 gehörte Gasol zu den zehn bestbezahlten Spielern in der NBA. 2015 wurden Pau und Marc Gasol mit dem Prinzessin-von-Asturien-Preis ausgezeichnet.
Gasol und seine Frau gaben ihrer Tochter (* 2020) den Namen Elisabet Gianna. Dies geschah in Gedenken an seinen ehemaligen Mannschaftskollegen und Freund Kobe Bryant sowie dessen Tochter Gianna. Bryant und seine Tochter Gianna starben am 26. Januar 2020 bei einem Hubschrauberabsturz. Gianna wurde 13 Jahre, ihr Vater 41 Jahre alt.
Gemeinsam mit seinem Bruder Marc gründete er eine Stiftung, die es sich unter anderem zur Aufgabe gemacht hat, Adipositas im Kindesalter zu bekämpfen.
Im März 2023 wurde das Trikot von Pau Gasol in der Halbzeitpause des Spiels  gegen die Memphis Grizzlies (112:103) unter die Hallendecke gezogen. Mit der Zeremonie wurde bezeugt, dass die Nummer 16 von Pau Gasol bei den Lakers nicht mehr vergeben wird.
Gasol ist Namensgeber eines Unternehmens, das Basketball-Jugendarbeit betreibt.